# رالف ستانديش
رالف ستانديش (بالإنجليزية: Ralph Standish) ثاني محافظ لمؤسسة النقد العربي السعودي في الفترة (1954 - 1958).

## أعماله
عُين رالف ستاندش نائباً للمحافظ اعتباراً من عام 1374 هـ الموافق 1954، بعدما استقال راسم الخالدي من منصبه. ثم صدور مرسوم ملكي في نفس العام بالموافقة على استقالة المحافظ جورج بلورز وتعيين رالف ستاندش محافظًا للمؤسسة. في فترة ادارته للمؤسسة قام ستاندش بافتتاح فروع للمؤسسة في كل من: الدمام والطائف والرياض، وصدر نظام النقد الثاني ونظام مراقبة النقد، وأصدرت مؤسسة النقد العربي السعودي عام 1376 هـ أول مسكوكات لها من فئات القرش والقرشين والأربعة قروش، ونتيجة للازمة النقدية والمالية التي واجهتها المملكة خلال الفترة (1375 هـ - 1377 هـ) عُدل نظام مؤسسة النقد العربي السعودي وأصبح له استقلالية وأوكل إدارتها لمجلس إدارة يشرف على عملها وأُنيط به مسؤولية حسن سير الإدارة وكفاية المؤسسة، وصدور نظام النقد الثالث، ثم صدر الجنيه الذهبي السعودي باسم الملك سعود. وفي عام 1377 هـ الموافق 1958 صدرت موافقة الملك سعود على استقالة المحافظ رالف ستاندش.